# Kallaväxter
Kallaväxter (Araceae) är en familj av enhjärtbladiga växter där blommorna sitter samlade i täta kolvar. Ofta är kolven delvis omgiven av ett hölsterblad. Det finns fler än 3 700 arter indelade i 107 släkten. Den största artrikedomen finns i tropiska delar av Amerika, men det finns även många arter i tropiska och tempererade områden i Asien, Afrika och Europa. I Sverige finns några arter vildväxande, bland annat i missnesläktet, munkhättesläktet, andmatssläktet och storandmatssläktet. DNA-analyser utförda av Angiosperm Phylogeny Group visar att andmatsväxterna, som tidigare utgjorde en egen familj Lemnaceae, också hör till kallaväxterna. Tidigare ingick kalmussläktet (Acorus) i kallaväxterna, men de ingår nu i en egen familj, kalmusväxter (Acoraceae).
Det finns arter som har han- och honblommor på samma planta och då sitter vanligen honblommorna i blomkolvens nedre del och hanblommorna upp mot toppen. För att förhindra självpollinering så tar inte honblommorna emot pollen när hanblommorna på samma planta släpper ut den.

## Systematik
Åtta underfamiljer kan urskiljas:
- Gymnostachydoidae med en enda art från Australien.
- Orontioideae - tre släkten och sex arter från Nordamerika och östra Asien.
- Lemnoideae - innehåller små flytande vattenväxter med världsvid utbredning. Fem släkten och cirka 40 arter.
- Pothoideae - fyra släkten och 400 arter, nästan pantropisk utbredning.
- Monsteroideae - 12 släkten och 360 arter med pantropisk utbredning.
- Lasioideae - 10 släkten och cirka 60 arter med pantropisk utbredning.
- Zamioculcadoideae - tre släkten och drygt 20 arter från Afrika.
- Aroideae - 68 släkten och cirka 2665 arter med världsvid utbredning.

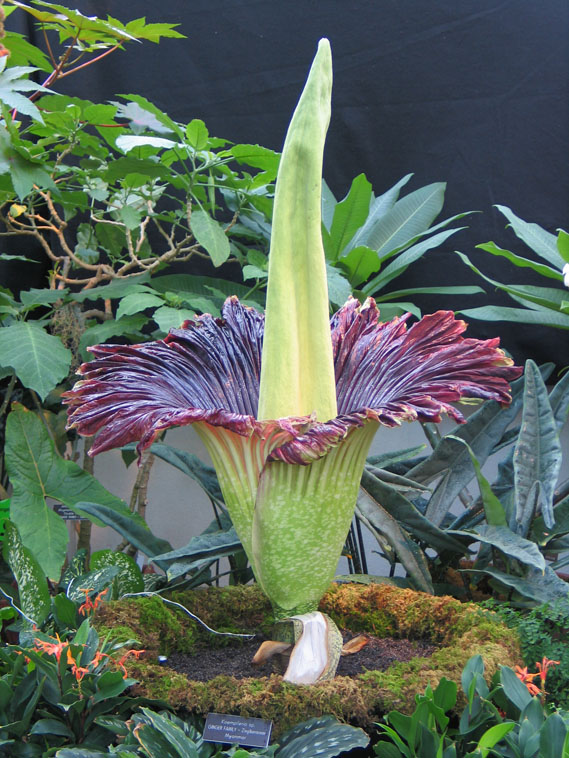
Jätteknölkalla (Amorphophallus titanum)

Det finns många välkända krukväxter i denna familj, såsom gullranka och monstera. En art av knölkallasläktet, jätteknölkalla, har en av världens största blomställningar. Bland vattenkallasläktet (Cryptocoryne) finns flera akvarieväxter. I några släkten, monsterasläktet (Monstera) och tarosläktet (Colocasia) finns arter som ger livsmedel. Kopparrankesläktet (Philodendron) är ett växtsläkte som är viktigt för regnskogarnas ekosystem. 